# Eisberg (Reiter Alm)
Der Eisberg ist ein Gipfel des Gebirgsstocks Reiter Alm in den Berchtesgadener Alpen. Er hat eine Höhe von 1800 m ü. NHN und liegt im Nationalpark Berchtesgaden.

## Routen
- Schwarzbachwacht – Eingeschossener Steig – Eisbergscharte – Eisberg
- Hintersee – Antonigraben – „Leiter“ – Eisbergscharte – Eisberg
- Hintersee – Antonigraben – „Platte“ – Eisbergscharte – Eisberg

Die Routen sind in den Karten nicht als offizielle Wanderwege eingetragen und nicht durchgängig markiert. Neben Trittsicherheit ist hier auch Orientierungssinn notwendig.

## Sonstiges
Von der Eisbergscharte ist ein Übergang zur Neuen Traunsteiner Hütte möglich. Am Fuß des Eisbergs befindet sich eine Diensthütte der Nationalparkverwaltung.
Südlich unterhalb des Eisbergs befand sich die Eisbergalm. Die Alm ist aufgelassen, die Almlichte ist jedoch noch erkennbar.

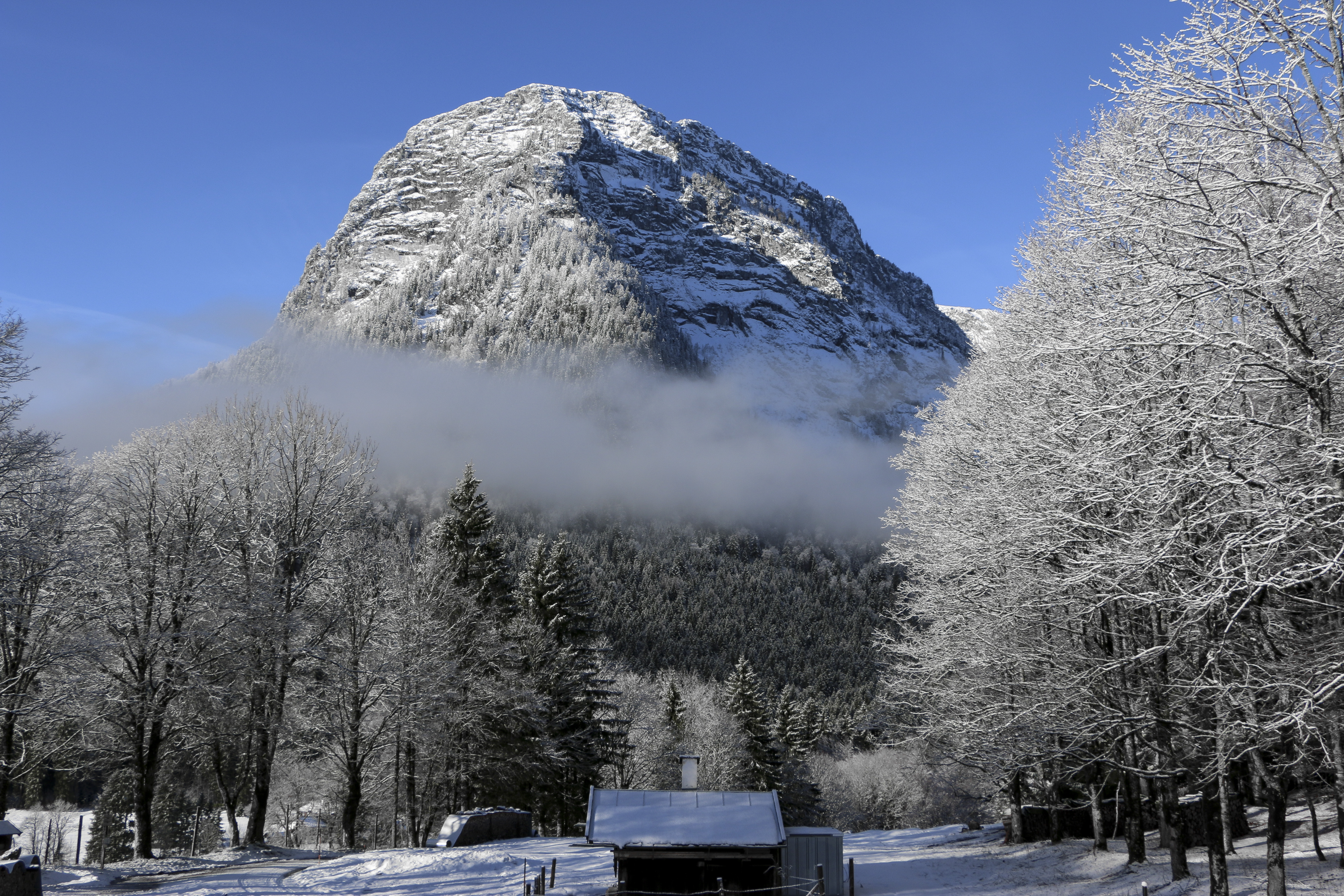
Nordseite, Ansicht nahe dem Taubensee